# Noorwegen op de Olympische Winterspelen 2014
Noorwegen was een van de landen die deelnam aan de Olympische Winterspelen 2014 in Sotsji, Rusland. In totaal behaalde Noorwegen 26 medailles, waarvan 11 gouden.

## Medailleoverzicht
| Sport              | Olympiër                                                           | Onderdeel                 | Medaille |
| ------------------ | ------------------------------------------------------------------ | ------------------------- | -------- |
| Alpineskiën        | Kjetil Jansrud                                                     | Super G (m)               | Goud     |
| Biatlon            | Ole Einar Bjørndalen                                               | Sprint mannen             | Goud     |
| Biatlon            | Emil Hegle Svendsen                                                | Massastart (m)            | Goud     |
| Biatlon            | Tora Berger Tiril Eckhoff Ole Einar Bjørndalen Emil Hegle Svendsen | Estafette (m+v)           | Goud     |
| Langlaufen         | Marit Bjørgen                                                      | 15 km skiatlon vrouwen    | Goud     |
| Langlaufen         | Marit Bjørgen                                                      | 30 km vrije stijl (v)     | Goud     |
| Langlaufen         | Ingvild Flugstad Østberg Marit Bjørgen                             | Teamsprint (v)            | Goud     |
| Langlaufen         | Maiken Caspersen Falla                                             | Sprint (v)                | Goud     |
| Langlaufen         | Ola Vigen Hattestad                                                | Sprint (m)                | Goud     |
| Noordse combinatie | Jørgen Gråbak                                                      | grote schans (m)          | Goud     |
| Noordse combinatie | Magnus Moan Håvard Klemetsen Magnus Krog Jørgen Gråbak             | Team                      | Goud     |
| Snowboarden        | Ståle Sandbech                                                     | Slopestyle mannen         | Zilver   |
| Langlaufen         | Ingvild Flugstad Østberg                                           | Sprint (v)                | Zilver   |
| Langlaufen         | Therese Johaug                                                     | 30 km vrije stijl (v)     | Zilver   |
| Biatlon            | Tora Berger                                                        | Achtervolging vrouwen     | Zilver   |
| Noordse combinatie | Magnus Moan                                                        | grote schans (m)          | Zilver   |
| Alpineskiën        | Kjetil Jansrud                                                     | Afdaling                  | Brons    |
| Alpineskiën        | Henrik Kristoffersen                                               | Slalom                    | Brons    |
| Biatlon            | Tiril Eckhoff                                                      | Massastart (v)            | Brons    |
| Biatlon            | Fanny Horn Tiril Eckhoff Ann Kristin Flatland Tora Berger          | 4×6 km estafette (v)      | Brons    |
| Langlaufen         | Kristin Størmer Steira                                             | 30 km vrije stijl (v)     | Brons    |
| Langlaufen         | Heidi Weng                                                         | 15 km skiatlon vrouwen    | Brons    |
| Langlaufen         | Therese Johaug                                                     | 10 km klassieke stijl (v) | Brons    |
| Langlaufen         | Martin Johnsrud Sundby                                             | 30 km skiatlon            | Brons    |
| Noordse combinatie | Magnus Krog                                                        | normale schans (m)        | Brons    |
| Schansspringen     | Anders Bardal                                                      | Normale schans            | Brons    |

## Deelnemers en resultaten
Het overzicht van de deelnemers en resultaat per sport volgt.

 (m) = mannen, (v) = vrouwen 

### Alpineskiën
| Olympiër                | Onderdeel        | Resultaat | Prestatie                                                           |
| ----------------------- | ---------------- | --------- | ------------------------------------------------------------------- |
| Leif Kristian Haugen    | Reuzenslalom (m) | 16e       | 1e run: 1.23,58 (23e) 2e run: 1.23,57 (3e) totaal: 2.47,15 (+1,86)  |
| Leif Kristian Haugen    | Slalom (m)       | 12e       | 1e run: 48,83 (23e) 2e run: 55,38 (9e) totaal: 1.44,21 (+2,37)      |
| Kjetil Jansrud          | Afdaling (m)     | Brons     | 2.06,33 (+0,10)                                                     |
| Kjetil Jansrud          | Super G (m)      | Goud      | 1.18,14                                                             |
| Kjetil Jansrud          | Combinatie (m)   | 4e        | afdaling: 1.53,24 (1e) slalom: 53,02 (13e) totaal: 2.46,26 (+1,06)  |
| Kjetil Jansrud          | Reuzenslalom (m) | DNF-2     | 1e run: 1.22,91 (16e) 2e run: niet gefinisht                        |
| Aleksander Aamodt Kilde | Afdaling (m)     | DNF       | niet gefinisht                                                      |
| Aleksander Aamodt Kilde | Super G (m)      | 13e       | 1.19,44 (+1,30)                                                     |
| Aleksander Aamodt Kilde | Combinatie (m)   | DNF       | afdaling: 1.53,85 (4e) slalom: niet gefinisht                       |
| Henrik Kristoffersen    | Reuzenslalom (m) | 10e       | 1e run: 1.22,71 (14e) 2e run: 1.24,08 (11e) totaal: 2.46,79 (+1,50) |
| Henrik Kristoffersen    | Slalom (m)       | Brons     | 1e run: 48,49 (15e) 2e run: 54,18 (3e) totaal: 1.42,67 (+0,83)      |
| Sebastian Solevåg       | Slalom (m)       | 9e        | 1e run: 49,08 (25e) 2e run: 55,03 (5e) totaal: 1.44,11 (+2,27)      |
| Aksel Lund Svindal      | Afdaling (m)     | 4e        | 2.06,52 (+0,29)                                                     |
| Aksel Lund Svindal      | Super G (m)      | 7e        | 1.18,76 (+0,62)                                                     |
| Aksel Lund Svindal      | Combinatie (m)   | 8e        | afdaling: 1.53,94 (6e) slalom: 52,94 (12e) totaal: 2.46,88 (+1,68)  |
|                         |                  |           |                                                                     |
| Mona Løseth             | Reuzenslalom (v) | 27e       | 2.42,12                                                             |
| Mona Løseth             | Slalom (v)       | 16e       | 1.49,44                                                             |
| Nina Løseth             | Reuzenslalom (v) | 17e       | 2.39,96                                                             |
| Nina Løseth             | Slalom (v)       | DNF       |                                                                     |
| Ragnhild Mowinckel      | Afdaling (v)     | 27e       | 1.44,43                                                             |
| Ragnhild Mowinckel      | Super G (v)      | 19e       | 1.28,53                                                             |
| Ragnhild Mowinckel      | Combinatie (v)   | 6e        | 2.36,15                                                             |
| Ragnhild Mowinckel      | Reuzenslalom (v) | DNF       |                                                                     |
| Lotte Sejersted         | Afdaling (v)     | 6e        | 1.42,01                                                             |
| Lotte Sejersted         | Super G (v)      | 14e       | 1.27,80                                                             |
| Lotte Sejersted         | Combinatie (v)   | DNF       |                                                                     |
| Lotte Sejersted         | Reuzenslalom (v) | 23e       | 2.41,45                                                             |

### Biatlon
| Olympiër                                                                      | Onderdeel          | Resultaat | Prestatie |
| ----------------------------------------------------------------------------- | ------------------ | --------- | --------- |
| Ole Einar Bjørndalen                                                          | Sprint (m)         | Goud      |           |
| Ole Einar Bjørndalen                                                          | Achtervolging (m)  | 4e        | 34.14,5   |
| Ole Einar Bjørndalen                                                          | Individueel (m)    | 34e       | 53.21,9   |
| Ole Einar Bjørndalen                                                          | Massastart (m)     | 22e       | 43.34,2   |
| Johannes Thingnes Bø                                                          | Sprint (m)         | 55e       | 26.51,0   |
| Johannes Thingnes Bø                                                          | Achtervolging (m)  | 32e       | 36.12,4   |
| Johannes Thingnes Bø                                                          | Individueel (m)    | 11e       | 51.16,5   |
| Johannes Thingnes Bø                                                          | Massastart (m)     | 8e        | 43.34,2   |
| Tarjei Bø                                                                     | Sprint (m)         | 39e       | 26.10,1   |
| Tarjei Bø                                                                     | Achtervolging (m)  | 27e       | 35.50,5   |
| Tarjei Bø                                                                     | Individueel (m)    | 26e       | 52.41,5   |
| Emil Hegle Svendsen                                                           | Sprint (m)         | 9e        | 25.02,8   |
| Emil Hegle Svendsen                                                           | Achtervolging (m)  | 7e        | 34.28,8   |
| Emil Hegle Svendsen                                                           | Individueel (m)    | 7e        | 50.30,3   |
| Emil Hegle Svendsen                                                           | Massastart (m)     | Goud      |           |
| Ole Einar Bjørndalen Johannes Thingnes Bø Tarjei Bø Emil Hegle Svendsen       | Estafette (m)      | 4e        | 1.13.10,3 |
|                                                                               |                    |           |           |
| Tora Berger                                                                   | Sprint (v)         | 10e       | 21.40,6   |
| Tora Berger                                                                   | Achtervolging (v)  | Zilver    | 30.08,3   |
| Tora Berger                                                                   | Individueel (v)    | 16e       | 47.12,6   |
| Tora Berger                                                                   | Massastart (v)     | 14e       | 37.07,8   |
| Tiril Eckhoff                                                                 | Sprint (v)         | 18e       | 21.51,4   |
| Tiril Eckhoff                                                                 | Achtervolging (v)  | 24e       | 32.12,3   |
| Tiril Eckhoff                                                                 | Individueel (v)    | 18e       | 47.20,4   |
| Tiril Eckhoff                                                                 | Massastart (v)     | Brons     | 35.52,9   |
| Ann Kristin Aafedt Flatland                                                   | Sprint (v)         | 24e       | 22.10,6   |
| Ann Kristin Aafedt Flatland                                                   | Achtervolging (v)  | 9e        | 30.40,2   |
| Ann Kristin Aafedt Flatland                                                   | Individueel (v)    | 56e       | 51.00,0   |
| Ann Kristin Aafedt Flatland                                                   | Massastart (v)     | 25e       | 38.15,6   |
| Synnøve Solemdal                                                              | Sprint (v)         | 35e       | 22.32,1   |
| Synnøve Solemdal                                                              | Achtervolging (v)  | 36e       | 33.04,3   |
| Elise Ringen                                                                  | Individueel (v)    | 24e       | 47.54,0   |
| Tora Berger Tiril Eckhoff Ann Kristin Aafedt Flatland Fanny Welle-Strand Horn | Estafette (v)      | Brons     | 1.10.40,1 |
|                                                                               |                    |           |           |
| Tora Berger Tiril Eckhoff Ole Einar Bjørndalen Emil Hegle Svendsen            | Gemengde estafette | Goud      | 1.09.17,0 |

### Curling
| Olympiër                                                                          | Onderdeel   | Resultaat | Prestatie |
| --------------------------------------------------------------------------------- | ----------- | --------- | --------- |
| Thomas Ulsrud Torger Nergård Christoffer Svae Håvard Vad Petersson Markus Høiberg | team mannen |           |           |

### Freestyleskiën
| Olympiër                   | Onderdeel      | Resultaat           | Prestatie |
| -------------------------- | -------------- | ------------------- | --------- |
| Jon Anders Lindstad        | Halfpipe (m)   |                     |           |
| Didrik Bastian Juel        | Skicross (m)   |                     |           |
| Thomas Borge Lie           | Skicross (m)   |                     |           |
| Christian Mithassel        | Skicross (m)   |                     |           |
| Aleksander Aurdal          | Slopestyle (m) |                     |           |
| Øystein Bråten             | Slopestyle (m) |                     |           |
| Andreas Håtveit            | Slopestyle (m) |                     |           |
| Per-Kristian Hunder        | Slopestyle (m) |                     |           |
|                            |                |                     |           |
| Hedvig Wessel              | Halfpipe (v)   | 16e (kwalificaties) |           |
| Marte Høie Gjefsen         | Skicross (v)   |                     |           |
| Tiril Sjåstad Christiansen | Slopestyle (v) |                     |           |

### Kunstrijden
| Olympiër          | Onderdeel | Resultaat | Prestatie                                   |
| ----------------- | --------- | --------- | ------------------------------------------- |
| Anne Line Gjersem | Vrouwen   | 23e       | 134.54 (korte kür: 48.56, vrije kür: 85.98) |

### Langlaufen
| Olympiër                                                            | Onderdeel                 | Resultaat | Prestatie |
| ------------------------------------------------------------------- | ------------------------- | --------- | --------- |
| Eirik Brandsdal                                                     | Sprint (m)                | HF        |           |
| Tord Asle Gjerdalen                                                 | 30 km skiatlon (m)        | 21e       | 1.10.06,7 |
| Tord Asle Gjerdalen                                                 | 50 km vrije stijl (m)     |           |           |
| Anders Gløersen                                                     | Sprint (m)                | 4e        | 4.02,05   |
| Pål Golberg                                                         | 15 km klassieke stijl (m) | 18e       | 40.14,5   |
| Ola Vigen Hattestad                                                 | Sprint (m)                | Goud      | 3.38,39   |
| Chris Jespersen                                                     | 15 km klassieke stijl (m) | 6e        | 39.30,6   |
| Finn Hågen Krogh                                                    | 50 km vrije stijl (m)     |           |           |
| Petter Northug                                                      | Sprint (m)                | HF        |           |
| Petter Northug                                                      | 30 km skiatlon (m)        | 17e       | 1.09.39,6 |
| Petter Northug                                                      | 50 km vrije stijl (m)     |           |           |
| Eldar Rønning                                                       | 15 km klassieke stijl (m) | 12e       | 40.02,8   |
| Sjur Røthe                                                          | 30 km skiatlon (m)        | 20e       | 1.10.02,5 |
| Martin Johnsrud Sundby                                              | 30 km skiatlon (m)        | Brons     | 1.08.16,8 |
| Martin Johnsrud Sundby                                              | 15 km klassieke stijl (m) | 13e       | 40.07,4   |
| Didrik Tønseth                                                      | 50 km vrije stijl (m)     |           |           |
| Eirik Brandsdal Pål Golberg                                         | Teamsprint (m)            |           |           |
| Chris Jespersen Petter Northug Eldar Rønning Martin Johnsrud Sundby | Estafette (m)             | 4e        | 1.29.51,7 |
|                                                                     |                           |           |           |
| Marit Bjørgen                                                       | Sprint (v)                | HF        |           |
| Marit Bjørgen                                                       | 10 km klassieke stijl (v) | 5e        | 28.51,2   |
| Marit Bjørgen                                                       | 15 km skiatlon (v)        | Goud      | 38.33,6   |
| Marit Bjørgen                                                       | 30 km vrije stijl (v)     |           |           |
| Maiken Caspersen Falla                                              | Sprint (v)                | Goud      | 2.35,49   |
| Astrid Uhrenholdt Jacobsen                                          | Sprint (v)                | 4e        | 2.37,31   |
| Astrid Uhrenholdt Jacobsen                                          | 10 km klassieke stijl (v) | 19e       | 30.01,6   |
| Therese Johaug                                                      | 15 km skiatlon (v)        | 4e        | 38.48,2   |
| Therese Johaug                                                      | 10 km klassieke stijl (v) | Brons     | 28.46,1   |
| Ingvild Flugstad Østberg                                            | Sprint (v)                | Zilver    | 2.35,87   |
| Kristin Størmer Steira                                              | 15 km skiatlon (v)        | 23e       | 40.35,5   |
| Heidi Weng                                                          | 15 km skiatlon (v)        | Brons     | 38.46,8   |
| Heidi Weng                                                          | 10 km klassieke stijl (v) | 9e        | 29.28,2   |
| Ingvild Flugstad Østberg Marit Bjørgen                              | Teamsprint (v)            | Goud      |           |
| Marit Bjørgen Astrid Uhrenholdt Jacobsen Therese Johaug Heidi Weng  | Estafette (v)             | 5e        | 53.56,3   |

### Noordse combinatie
| Olympiër         | Onderdeel          | Resultaat | Prestatie                                                                       |
| ---------------- | ------------------ | --------- | ------------------------------------------------------------------------------- |
| Jørgen Gråbak    | grote schans (m)   | Goud      | 23.27,5 schansspringen: 132,0 m - 118,4 p (6e; +0.42) langlaufen: 22.45,5 (12e) |
| Håvard Klemetsen | normale schans (m) | 10e       | +38,2 schansspringen: 99,0 m - 122,7 p (9e; +0.35) langlaufen: 23.53,4 (14e)    |
| Håvard Klemetsen | grote schans (m)   | 9e        | +24.5 schansspringen: 137,5 m - 127,0 p (2e; +0.08) langlaufen: 23.44,0 (26e)   |
| Mikko Kokslien   | normale schans (m) | 13e       | +1.06,3 schansspringen: 93,0 m - 107,3 p (35e; +1.35) langlaufen: 23.19,5 (5e)  |
| Magnus Krog      | normale schans (m) | Brons     | +8,1 schansspringen: 97,0 m - 115,8 p (20e; +1.03) langlaufen: 22.55,3 (2e)     |
| Magnus Krog      | grote schans (m)   | 12e       | +36.7 schansspringen: 125,5 m - 106,1 p (18e; +1.32) langlaufen: 22.32,2 (7e)   |
| Magnus Moan      | normale schans (m) | 5e        | +12,7 schansspringen: 99,5 m - 119,4 p (15e; +0.48) langlaufen: 23.14,9 (4e)    |
| Magnus Moan      | grote schans (m)   | Zilver    | +0.6 schansspringen: 133,0 m - 117,8 p (7e; +0.45) langlaufen: 22.43,1 (10e)    |

### Rodelen
| Olympiër             | Onderdeel | Resultaat | Prestatie |
| -------------------- | --------- | --------- | --------- |
| Jo Alexander Koppang | Mannen    | 34e       | 3.35,792  |
| Thor Haug Norbech    | Mannen    | 17e       | 3.30,565  |
| Tonnes Stang Rolfsen | Mannen    | 18e       | 3.30,910  |

### Schaatsen
| Olympiër                                                                            | Onderdeel                | Resultaat | Prestatie                                                              |
| ----------------------------------------------------------------------------------- | ------------------------ | --------- | ---------------------------------------------------------------------- |
| Håvard Bøkko                                                                        | 1000 m (m)               | 19e       | 1.09,98 (+1,59)                                                        |
| Håvard Bøkko                                                                        | 1500 m (m)               | 6e        | 1.45,48                                                                |
| Håvard Bøkko                                                                        | 5000 m (m)               | 9e        | 6.22,83                                                                |
| Espen Hvammen                                                                       | 500 m (m)                | 12e       | 70,42                                                                  |
| Espen Hvammen                                                                       | 1000 m (m)               | 31e       | 1.11,01 (+2,62)                                                        |
| Håvard Holmefjord Lorentzen                                                         | 500 m (m)                | 32e       | 71,3                                                                   |
| Håvard Holmefjord Lorentzen                                                         | 1000 m (m)               | 11e       | 1.09,33 (+0,94)                                                        |
| Håvard Holmefjord Lorentzen                                                         | 1500 m (m)               | 16e       | 1.47,27                                                                |
| Sverre Lunde Pedersen                                                               | 5000 m (m)               | 5e        | 6.18,84                                                                |
| Sverre Lunde Pedersen                                                               | 1500 m (m)               | 8e        | 1.45,66                                                                |
| Simen Spieler Nilsen                                                                | 1000 m (m)               |           |                                                                        |
| Simen Spieler Nilsen                                                                | 1500 m (m)               | 36e       | 1.49,88                                                                |
| Simen Spieler Nilsen                                                                | 5000 m (m)               | 25e       | 6.42,47                                                                |
| Håvard Bøkko Håvard Holmefjord Lorentzen Sverre Lunde Pedersen Simen Spieler Nilsen | Ploegenachtervolging (m) | 5e        | KF: 3.43,19 (verloor van Polen) C-finale: 3.44,91 (won van Rusland)    |
|                                                                                     |                          |           |                                                                        |
| Hege Bøkko                                                                          | 1500 m (v)               | 33e       | 2.02,53                                                                |
| Mari Hemmer                                                                         | 3000 m (v)               | 14e       | 4.12,21                                                                |
| Mari Hemmer                                                                         | 5000 m (v)               | 7e        | 7.04,45 (+12,91)                                                       |
| Ida Njåtun                                                                          | 1000 m (v)               | 17e       | 1.17,15                                                                |
| Ida Njåtun                                                                          | 1500 m (v)               | 12e       | 1.58,21                                                                |
| Ida Njåtun                                                                          | 3000 m (v)               | 6e        | 4.06,73                                                                |
| Hege Bøkko Camilla Farestveit Mari Hemmer Ida Njåtun                                | Ploegenachtervolging (v) | 7e        | KF: 3.05,13 (verloor van Polen) D-finale: 3.08,35 (won van Zuid-Korea) |

### Schansspringen
| Olympiër            | Onderdeel          | Resultaat | Prestatie                                                                  |
| ------------------- | ------------------ | --------- | -------------------------------------------------------------------------- |
| Anders Bardal       | Normale schans (m) | Brons     | finale: 264,1 ptn (101,5 m en 98,5 m)                                      |
| Anders Fannemel     | Normale schans (m) | 15e       | kwalificatie: 4e; 124,6 ptn (100,0 m) finale: 249,1 ptn (98,0 m en 98,5 m) |
| Anders Jacobsen     | Normale schans (m) | 27e       | kwalificatie: 12e; 115,9 ptn (95,0 m) finale: 234,3 ptn (97,5 m en 93,5 m) |
| Rune Velta          | Normale schans (m) | 22e       | kwalificatie: 15e; 115,1 ptn (95,5 m) finale: 241,4 ptn (97,5 m en 96,5 m) |
| Daniel-André Tande  | Grote schans (m)   |           |                                                                            |
|                     |                    |           |                                                                            |
| Gyda Enger          | Normale schans (v) | 24e       | 209,7 punten                                                               |
| Line Jahr           | Normale schans (v) | 9e        | 234,6 punten                                                               |
| Maren Lundby        | Normale schans (v) | 8e        | 235,5 punten                                                               |
| Helena Olsson Smeby | Normale schans (v) | 14e       | 228,3 punten                                                               |

### Snowboarden
| Olympiër             | Onderdeel                | Resultaat     | Prestatie    |
| -------------------- | ------------------------ | ------------- | ------------ |
| Ståle Sandbech       | Slopestyle (m)           | Zilver        | 91,75 punten |
| Gjermund Bråten      | Slopestyle (m)           | 12e           | 24,75 punten |
| Emil André Ulsletten | Slopestyle (m)           | HF            |              |
| Torgeir Bergrem      | Slopestyle (m)           | HF            |              |
| Stian Sivertzen      | Snowboardcross (m)       |               |              |
|                      |                          |               |              |
| Hilde-Katrine Engeli | Parallelslalom (v)       |               |              |
| Hilde-Katrine Engeli | Parallelreuzenslalom (v) |               |              |
| Kjersti Buaas        | Slopestyle (v)           | Kwalificaties |              |
| Silje Norendal       | Slopestyle (v)           | 11e           | 49,50 punten |
| Helene Olafsen       | Snowboardcross (v)       |               |              |

### IJshockey
| Olympiër | Onderdeel        | Resultaat | Prestatie |
| --- | ---------------- | --------- | --------- |
| Lars Haugen Lars Volden Steffen Søberg Alexander Bonsaksen Jonas Holøs Henrik Solberg Daniel Sørvik Ole-Kristian Tollefsen Mats Trygg Henrik Ødegaard Morten Ask Anders Bastiansen Robin Dahlstrøm Kristian Forsberg Mads Hansen Marius Holtet Sondre Olden Ken André Olimb Mathis Olimb Mats Rosseli Olsen Niklas Roest Martin Røymark Per-Åge Skrøder Patrick Thoresen | Mannencompetitie |           |           |